# Sesame Street
Sesame Street es una serie de televisión educativa estadounidense apta para todo público. Es muy conocida por sus personajes títeres, The Muppets.
Su primera emisión en los Estados Unidos fue el 10 de noviembre de 1969 por la cadena pública National Educational Television (NET) (actual Public Broadcasting Service -PBS), y llegó a alcanzar un total 4.698 episodios en su temporada 54, lo que lo convierte en el programa para niños más duradero de toda la historia de la televisión, seguido por Bob Esponja.

## Historia
En 1966, tras una propuesta inicial de la productora Joan Ganz Cooney, titulada "Children's Television Workshop" (Televisión para niños en edad preescolar), se reservó un periodo de planificación de dieciocho meses y, con una subvención de 8 millones de dólares de varias agencias y fundaciones gubernamentales, la serie propuesta probaría la utilidad del medio televisivo en la provisión de educación temprana para niños pequeños. Además de Cooney, el equipo de planificación original incluía a varios veteranos del programa infantil Captain Kangaroo (Capitán Canguro), como el productor ejecutivo David Connell, el productor Samuel Y. Gibbon, Jr. y el compositor Jeff Moss, así como el productor y guionista principal Jon Stone y el productor Matt Robinson (quien luego interpretó el personaje de Gordon en el programa). Por sugerencia de Cooney, se contrató al titiritero estadounidense Jim Henson con sus ya conocidos Muppets, seguido del compositor Joe Raposo. El equipo de investigación de CTW incluyó al profesor de Harvard, Gerald S. Lesser como jefe de la junta de asesores y Edward L. Palmer como director de investigación, rastreando y observando cómo respondían las audiencias infantiles a la programación.
Aunque los primeros episodios implicaron dramatizar los pensamientos internos de los niños actores en un estudio, el director Jon Stone sugirió un entorno más urbano, "una calle del centro de la ciudad real", con un elenco integrado de vecinos. Los habitantes humanos originales eran conocidos como Bob, Mr. Hooper, Gordon, Susan y dominaban las historias del vecindario que constituían aproximadamente el 25 por ciento del programa de una hora de duración. Para mantener el realismo de una calle, los Muppets se mantuvieron separados; así por ejemplo, Ernie y Bert, mientras vivían en el vecindario, residían en un apartamento en el sótano.
Sesame Street se graba en la ciudad de Nueva York. El programa se grababa originalmente en los estudios de televisión Reeves Teletape en Manhattan. En 1993, cuando el escenario del vecindario se expandió a la vuelta de la esquina y se necesitaba más espacio, la producción se trasladó a los estudios Kaufman Astoria en Queens, donde se graba actualmente.

## Características
Dicho programa se desarrolla en un típico vecindario estadounidense ficticio, donde sus inquilinos interactúan con los muppets, mezclando segmentos de animación, canciones interpretadas por miembros del elenco o celebridades invitadas acompañados de los títeres, que enseñan a los niños pequeños lectura y aritmética básicas, colores, letras, números o los días de la semana. También incluye secciones que se centran en habilidades básicas, como el cruzar la calle con seguridad, la importancia de la higiene básica, etc. Muchas de las secciones del programa son parodias o copias de otros programas televisivos convencionales.
Se incluyen a lo largo del programa diversos elementos de humor menos infantil para animar a los adultos a ver el programa con los niños, haciéndolo así apto para todas la edades. Cada episodio se desarrolla con base en un número y letra diferentes.

### Diversidad
Es un programa activamente multicultural e intenta incluir roles y personajes de todo tipo, incluyendo discapacitados, jóvenes, mayores, afroamericanos, hispanos, asiáticos y otros, algo llamativo para la época. Mientras algunas de las marionetas se asemejan a las personas, otras son animales o «monstruos» de tamaños y colores arbitrarios. El programa anima a los niños a darse cuenta de que hay gente de todas las formas, tamaños y colores y que no hay un 'tipo' físico mejor que otro. Vinculado con su perspectiva multiculturalista, el programa fue pionero en la idea de insertar ocasionalmente palabras y frases muy básicas en español para familiarizar a los niños pequeños con el concepto de saber más de un idioma. Esto se dio con la inclusión de personajes hispanos (en sus comienzos, entre ellos, el reconocido actor Raúl Juliá) que enseñaban a los niños y demás personajes del programa a decir frases en español. También presentó el segmento The Spanish Word of the Day (la Palabra del día en español) en cada episodio. El lenguaje de señas ha jugado un papel importante a lo largo de los años, a través del personaje de Linda (interpretado por Linda Bove entre 1971 y 2002) y las visitas del Teatro Nacional de Sordos.

### Los personajes Muppets
Estos personajes fueron creados por Henson y su equipo; cada uno de estos fue creado para representar una etapa o elemento específico de la niñez temprana y los guiones escritos para que los personajes reflejen el desarrollo de un niño de determinada edad. Esto ayuda al programa a cubrir no solamente los objetivos de aprendizaje de diferentes niveles madurativos, sino también las preocupaciones, miedos e intereses de niños y niñas de diferentes edades.
Entre los muppets de Sesame Street, está Big Bird, un pájaro amarillo de 8 pies de altura, vive en un gran nido en un lote abandonado adyacente al edificio 123 de Sesame Street, ubicado detrás del montón de basura del edificio. Un visitante habitual de Big Bird es su mejor amigo, el Sr. Snuffleupagus , o Snuffy, como todos lo llaman. Oscar el Gruñon, el gruñón local de Sesame Street y su gusano mascota Slimey, viven en un bote de basura en el montón. Los mejores amigos Ernie y Bert (Enrique y Beto o Epi y Blas) comparten la habitación en el apartamento del sótano del edificio 123 donde participan regularmente en bromas cómicas.
La familia de osos de Ricitos de Oro y los Tres Osos residen en Sesame Street. La familia, encabezada por Papá Oso y Mamá Osa, y su hijo Bebé Oso. Este último es un buen amigo de los monstruos Telly, Zoe, Rosita (de origen mexicano) y Elmo. A partir de 1998, Elmo tenía su propio segmento, Elmo's World (El mundo de Elmo), que ocupa la mayor parte de la segunda mitad del programa mientras los espectadores exploran temas en una versión imaginaria dibujada con crayones del apartamento de Elmo.
Otro de los personajes muppet es Grover (Archibaldo o Coco), autodenominado "amigo adorable y peludo" que también tiene una personalidad de superhéroe, Super Grover. También está Cookie Monster (Lucas Comegalletas o Monstruo de las Galletas) que peleaba con su conciencia todos los días durante el segmento de la Letra del Día, mientras trataba de controlar sus impulsos de comerse las letras dibujadas con glaseado de galletas. Otro de los muppets es Count von Count (El Conde Contar) que durante el segmento del Número del Día se permitió contar hasta que su órgano de tubos reveló el número misterioso.
A lo largo de los años se han incluido otros personajes como el presentador de programas de juegos Guy Smiley (El señor Sonrisa); los trabajadores de la construcción Biff y Sully; el gran monstruo Herry (que no conoce su propia fuerza); Roosevelt Franklin, quien actuó como maestro de sus compañeros de clase en la escuela primaria; y El lobo feroz, que a diferencia del popular cuento, no es un personaje de terror. El olvidadizo Jones, un vaquero con un trastorno de la memoria a corto plazo que montaba al fiel caballo llamado Buster y su novia Clementine. Fred el caballo maravilla y Rosie Rodeo que era una vaquera. En la temporada 47 (2017-18) se presentó a un nuevo personaje: Julia, una niña con autismo.
Desde sus comienzos hizo parte del programa el muppet más famoso de Henson, Kermit the Frog (conocida en ese momento como La Rana René y ahora como Kermit La Rana en Hispanoamérica) y en Sesame Street era un personaje recurrente y actuaba como reportero itinerante para los segmentos de "Sesame Street News Flash". Kermit apareció en el show hasta 2001, debido a que posteriormente los derechos del personaje serían propiedad de The Walt Disney Company. Aunque para el especial de televisión como parte de la celebración del 50 aniversario del programa, Kermit hizo una aparición especial junto al cantante Elvis Costello.

## Elenco

### Actores

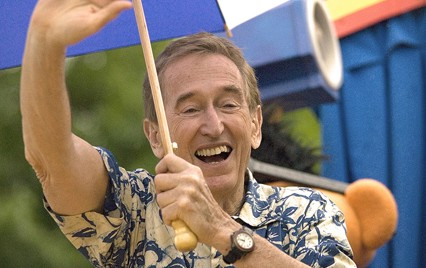
Bob (Bob McGrath), miembro del elenco original de Sesame Street.

Una lista de personajes humanos habituales devuelve la locura de los personajes Muppets a la realidad y cumple diferentes funciones pedagógicas, mostrando integración literal y tolerancia representando diferentes personalidades, roles y ocupaciones de adultos. En su debut en noviembre de 1969, el reparto de Sesame Street estaba conformado por los actores Bob McGrath, Matt Robinson, Loretta Long, Will Lee y un pequeño grupo de niños. Con el tiempo, Robinson fue reemplazado en la temporada 4 (1972-73) por el actor Hal Miller y luego en la temporada 6 (1974-75) por Roscoe Orman para interpretar definitivamente el personaje de Gordon.
A lo largo de su historia, diferentes actores han encarnado una variedad de personajes en el vecindario. Con la creciente popularidad del programa, cada temporada presentaba nuevos rostros en Sesame Street. Personajes de diferentes edades, razas y lugares.
| Actor                        | Personaje                 | Descripción |
| ---------------------------- | ------------------------- | --- |
| Bob McGrath                  | Bob Johnson               | Es un profesor de música que vive en Sesame Street. Bob es más un profesor sustituto, que rara vez asume un papel disciplinario. Ha estado en el programa desde el episodio de estreno. Bob, un tipo afable y discreto, fue presentado como el vecino de Gordon y Susan. |
| Matt Robinson (Temp 1-3)     | Gordon Robinson           | Es uno de los residentes originales de Sesame Street, habiendo debutado en el primer episodio junto con su esposa Susan. Trabajando originalmente como profesor de historia, después de servir en el ejército, Gordon más tarde se convirtió en profesor de ciencias. En 2004, desarrolló un alter ego recurrente: Trash Gordon, en los cuentos antes de dormir que Oscar el gruñon le contaba a su mascota Slimey. Desde la temporada 46, el personaje de Gordon ha sido eliminado del programa, apareciendo principalmente en material reutilizado de temporadas anteriores.                                                                                               |
| Hal Miller (Temp 4-5)        | Gordon Robinson           | Es uno de los residentes originales de Sesame Street, habiendo debutado en el primer episodio junto con su esposa Susan. Trabajando originalmente como profesor de historia, después de servir en el ejército, Gordon más tarde se convirtió en profesor de ciencias. En 2004, desarrolló un alter ego recurrente: Trash Gordon, en los cuentos antes de dormir que Oscar el gruñon le contaba a su mascota Slimey. Desde la temporada 46, el personaje de Gordon ha sido eliminado del programa, apareciendo principalmente en material reutilizado de temporadas anteriores.                                                                                               |
| Roscoe Orman (Temp 6-)       | Gordon Robinson           | Es uno de los residentes originales de Sesame Street, habiendo debutado en el primer episodio junto con su esposa Susan. Trabajando originalmente como profesor de historia, después de servir en el ejército, Gordon más tarde se convirtió en profesor de ciencias. En 2004, desarrolló un alter ego recurrente: Trash Gordon, en los cuentos antes de dormir que Oscar el gruñon le contaba a su mascota Slimey. Desde la temporada 46, el personaje de Gordon ha sido eliminado del programa, apareciendo principalmente en material reutilizado de temporadas anteriores.                                                                                               |
| Loretta Long                 | Susan Robinson            | Está casada con Gordon y trabaja como enfermera. En la temporada 17 (1985-86), Susan y Gordon adoptaron a un hijo llamado Miles. |
| Will Lee                     | Harold Hooper             | Fue el anciano tendero de Sesame Street desde 1969 hasta 1982. Dirigía Hooper's Store, la tienda de golosinas de la esquina. El actor Will Lee quien interpretaba al Sr. Hooper, murió de un ataque al corazón el 7 de diciembre de 1982 luego de grabar la mitad de la temporada 14. Debido a ello, se tuvo que tomar una decisión sobre cómo lidiar con la pérdida de un miembro importante del reparto. Los escritores inicialmente plantearon la idea de que el Sr. Hooper se había mudado a Florida. Sin embargo, decidieron simplemente decirles a los espectadores la dolorosa verdad y contarles que el personaje, al igual que su intérprete, había muerto también. |
| Raúl Juliá                   | Rafael                    | Era un puertorriqueño que apareció durante la tercera temporada (1971). Disfrutaba jugando con los niños del vecindario y a menudo, les enseñaba palabras en español. Trabajó con Luis en Fix-It Shop, que abrió por primera vez en el episodio 0330. Interpretado por Raúl Julia, quien posteriormente se haría famoso por su interpretación de Gomez Addams en la adaptación cinematográfica de The Addams Family y su secuela, así como en otras producciones. Juliá falleció el 24 de octubre de 1994. |
| Charlotte Rae                | Molly                     | Era una cartera que apareció en la temporada 3. Fue interpretada por Charlotte Rae, una actriz conocida por su papel de Mrs. Garrett en Diff'rent Strokes y The Facts of Life. Rae falleció el 5 de agosto de 2018 a los 92 años. |
| Northern Calloway            | David                     | Era el segundo residente masculino afrodescendiente adulto (después de Gordon) que Inicialmente trabajó a tiempo parcial en Hooper's Store mientras estudiaba derecho. David estuvo hasta la temporada 20 (1988-89). El actor Northern Calloway quien lo interpretaba, murió el 9 de enero de 1990 a los 41 años |
| Sonia Manzano                | Maria Figueroa            | Llegó al vecindario cuando era una adolescente puertorriqueña y tomó un trabajo en la biblioteca de Sesame Street en 1971. Aunque mantuvo una relación romántica con David durante un tiempo en la década de 1970, se casó con Luis en 1988, convirtiéndose en María Rodríguez. En junio de 2015, Manzano anunció su retiro del programa. |
| Emilio Delgado               | Luis Rodríguez            | Es mexicano-estadounidense. Se casó con María en la temporada 19 (1987-88) y tuvieron una hija llamada Gabi al año siguiente. Luis y María han operado Fix-It Shop, donde reparan una variedad de artículos, incluida una innumerable cantidad de tostadoras. |
| Linda Bove                   | Linda                     | Fue una bibliotecaria que trabajó en la biblioteca de Sesame Street. Linda es sorda, al igual que su intérprete. Como personaje sordo, permitió a los productores del show enseñar a los espectadores sobre el lenguaje de señas y abordar los problemas que enfrentan las personas sordas. Estuvo hasta 2002. |
| Buffy Sainte-Marie           | Buffy Sainte-Marie        | Apareció desde la temporada 7 (1975-76) hasta la 12 (1981-83). Sainte-Marie interpretó una versión ficticia de sí misma a la que se suele referir simplemente como Buffy. Su vida real como cantante famosa fue reconocida ocasionalmente, como su gira de conciertos mencionada en el Episodio 1027, y cuando sus canciones se escucharon en la radio en el Episodio 1560. |
| Alaina Reed                  | Olivia Robinson           | Hermana de Gordon. Era una residente de Sesame Street que hizo su profesión de fotógrafa. Apareció por primera vez en el episodio 0950, donde se reunió con su hermano después de haber trabajado en Detroit para un periódico. Estuvo hasta la temporada 19 (1988). En 2009 Alaina Reed falleció víctima de cáncer a los 63 años. |
| Bill McCutcheon              | Uncle Wally               | Era el tío de Bob, que apareció desde la temporada 15 hasta la temporada 23. Un vendedor ambulante, el tío Wally fue inicialmente un visitante itinerante del vecindario antes de establecerse. |
| Alison Bartlett              | Gina Jefferson            | Trabajó en Hooper's Store con David. Luego de graduarse de la escuela secundaria reveló que deseaba trabajar en el cuidado de niños y había tomado clases nocturnas, obtuvo su certificado de maestra y trabajaba a tiempo parcial en una guardería. Desde la temporada 27 hasta la temporada 29, dirigió la guardería ubicada a la vuelta de la esquina. En la temporada 30, comenzó a estudiar para convertirse en veterinaria. En la temporada 32, abrió su propia clínica veterinaria en el edificio que solía servir como garaje en el patio. |
| Gedde Watanabe               | Hiroshi                   | Es un artista de ascendencia japonesa que vivió en Sesame Street entre las temporadas 20 y 21. El extasiado Hiroshi aprecia todas las formas de arte, ya sea abstracto o escénico, y mostró una particular admiración por la sensibilidad iconoclasta de Oscar el Gruñón. |
| Leonard Jackson (temp 21)    | David Handford            | Fue propietario y operó Hooper's Store en Sesame Street de 1989 a 1998. El Sr. Handford era un bombero jubilado que le compró la tienda a David para mantenerse activo. En sus primeras apariciones, a menudo ofrecía mensajes de seguridad contra incendios. |
| David L. Smyrl (temp 22-29)  | David Handford            | Fue propietario y operó Hooper's Store en Sesame Street de 1989 a 1998. El Sr. Handford era un bombero jubilado que le compró la tienda a David para mantenerse activo. En sus primeras apariciones, a menudo ofrecía mensajes de seguridad contra incendios. |
| Alan Muraoka                 | Alan                      | Es el genial propietario japonés-estadounidense de Hooper's Store. En 1998 Alan tomó las riendas del Sr. Handford en el Episodio 3786 de la tienda, y pronto se hizo amigo particularHooper's Storede Baby Bear y Telly Monster. Alan luego contrató a Gabi y Miles como sus asistentes. |
| Miles Orman (Temp 17-26)     | Miles Robinson            | Es el hijo adoptivo de Susan y Gordon. La adopción de Miles en 1985 (comenzando con el Episodio 2122) fue un evento importante en el programa. Los episodios posteriores trataron sobre la adaptación a su nueva familia, y gradualmente se convertiría en uno de los niños familiares del vecindario. Cuando era adolescente, formó su propia banda. En el Episodio 4112, se graduó de la escuela secundaria junto a Gabi. Ha trabajado como asistente de Alan en Hooper's Store durante la temporada 37. Cuando se introdujo el personaje, era interpretado por el hijo de Roscoe Orman (Gordon) en la vida real, Miles Orman.                                             |
| Imani Patterson (Temp 27-33) | Miles Robinson            | Es el hijo adoptivo de Susan y Gordon. La adopción de Miles en 1985 (comenzando con el Episodio 2122) fue un evento importante en el programa. Los episodios posteriores trataron sobre la adaptación a su nueva familia, y gradualmente se convertiría en uno de los niños familiares del vecindario. Cuando era adolescente, formó su propia banda. En el Episodio 4112, se graduó de la escuela secundaria junto a Gabi. Ha trabajado como asistente de Alan en Hooper's Store durante la temporada 37. Cuando se introdujo el personaje, era interpretado por el hijo de Roscoe Orman (Gordon) en la vida real, Miles Orman.                                             |
| Olamide Faison (Temp 34-39)  | Miles Robinson            | Es el hijo adoptivo de Susan y Gordon. La adopción de Miles en 1985 (comenzando con el Episodio 2122) fue un evento importante en el programa. Los episodios posteriores trataron sobre la adaptación a su nueva familia, y gradualmente se convertiría en uno de los niños familiares del vecindario. Cuando era adolescente, formó su propia banda. En el Episodio 4112, se graduó de la escuela secundaria junto a Gabi. Ha trabajado como asistente de Alan en Hooper's Store durante la temporada 37. Cuando se introdujo el personaje, era interpretado por el hijo de Roscoe Orman (Gordon) en la vida real, Miles Orman.                                             |
| Desiree Casado               | Gabriela "Gabi" Rodriguez | Es la hija de María y Luis. Nació en 1989 en una historia que cierra la vigésima temporada de Sesame Street. En su adolescencia, Gabi y Miles ayudaron a Alan en la tienda Hooper's Store. Cuando apareció el personaje en el programa en la temporada 21 y hasta la temporada 24, lo interpretó Gabriela Rose Reagan, hija de Sonia Manzano (María) en la vida real. |
| Savion Glover                | Savion                    | Es un joven moderno que se apareció desde la temporada 21 hasta la temporada 26. Él y Gina tenían una edad cercana y los dos eran amigos. Savion bailaba con frecuencia en el programa. También ayudó a enseñar a Elmo a bailar claqué. |
| Ruth Buzzi                   | Ruthie                    | Era la afable propietaria de la tienda de segunda mano Finders Keepers, que estaba ubicada a la vuelta de la esquina en Sesame Street. |
| Chris Knowings               | Chris Robinson            | Es el sobrino de Gordon y Susan, quien apareció por primera vez en la temporada 38. Es contratado como el asistente más nuevo de Alan en Hooper's Store. |
| Nitya Vidyasagar             | Leela                     | Es una joven india- estadounidense que administraba la lavandería local del vecindario. Apareció en el programa de 2008 a 2015. |
| Suki Lopez                   | Nina                      | Es dueña de una tienda de bicicletas que vive en el vecindario. Se unió al show en la temporada 46. Se la describe como una joven hispana bilingüe que usa su ingenio, compasión y carisma para ayudar a los peludos residentes a resolver sus dilemas diarios. |
| Violetta Tinnirello          | Charlie                   | Es una joven presentada durante la temporada 50 de Sesame Street. Ella y su familia se mudan a la calle en el Episodio 5013 después de que sus padres se retiran del ejército. |

A partir de 2020, Chris, Alan, Nina y Charlie son los únicos humanos habituales que aparecen en el programa. Sin embargo, exmiembros del elenco como Gordon, Bob y Luis, han aparecido ocasionalmente en vídeos en línea del programa que se han lanzado desde entonces.

### Niños
- Alexandra Picatto
- Christian Buenaventura
- Megan Miyahira
- Matthew Bartilson
- Gus Carr
- Kyle Stanley
- Michelle Montoya
- Danielle Keaton
- Danny Zavatsky
- Shari Lynn Summers
- Casey Rion
- Christopher Aguilar
- Lauren Jackson
- Enjoli Flynn
- Shira Roth
- Toby Ganger
- Brandon Hammond
- Spencer Liff
- Tahj Mowry
- Philip Jacobs
- Bre Seltzer
- Eric Stretch
- Briahnna Odom
- Bettina Reches
- Kari Floberg
- Katie Polk
- Hassan Nicholas
- Galen Hooks
- Lynsey Bartilson
- Adam Beech
- Tiffany Burton
- Brittany Burton
- Michael Minden
- Sara Perks and Tiler Peck
- Asa Karsten Bernstine
- Brady Kimball
- Cory Kotas
- Kamran Kamjou
- Evan Paley
- Mimi Paley

### Titiriteros
Desde sus inicios el gran atractivo del programa entre la audiencia infantil han sido los títeres o muppets. Para darle vida a estos personajes se contó con la supervisión de The Jim Henson Company, tanto de sus titiriteros como del equipo de diseño y construcción de los títeres conocido como "Muppet Workshop". En el primer año de Sesame Street en 1969, aparte de Henson como creador, diseñador y titiritero principal de los muppets, también estuvo Frank Oz, quien ya había trabajado con Henson desde 1963 como titiritero asistente, Caroll Spinney, un titiritero que había trabajado en medios locales y había tenido su primer contacto con Henson en 1969 en el Festival de Titiriteros de Estados Unidos en Salt Lake City, Donald Sahlin quien diseñó y construyó los primeros muppets para el show, Kermit Love quien también construyó títeres, Caroly Wilcox quien fue titiritera asistente y Daniel Seagren quien también fue titiritero asistente de Henson en ese momento. Posteriormente con el éxito del proyecto en la televisión, se amplió el número de personajes por lo que se requirió contratar más titiriteros. Entre ellos estaban Jerry Nelson, quien ya había trabajado con Henson años atrás y Richard Hunt, un joven titiritero proveniente de Nueva Jersey. Luego con el tiempo se unirían al elenco Fran Brill, Martin P. Robinson, Brian Muehl, Bob Payne, Kathyn Mullen, Kevin Clash, entre otros.
| Titiritero/Voz | Personajes Muppets                                                                       | Notas |
| -------------- | ---------------------------------------------------------------------------------------- | --- |
| Jim Henson     | Kermit the Frog (René, Gustavo), Ernie (Enrique, Epi), Guy Smiley, Varios                | Henson fue el creador y titiritero principal de los muppets, estuvo más de 20 años en el show. Grabó sus últimos segmentos para el programa el 21 de noviembre de 1989. Murió el 16 de mayo de 1990 en Nueva York.                                                                        |
| Frank Oz       | Bert (Beto, Blas), Cookie Monster, Grover (archibaldo, coco), varios                     | Fue uno de los principales artistas de los Muppets y el colaborador más cercano de Jim Henson. Estuvo en el show por más 30 años. En 2012 volvió a interpretar sus personajes para el show, pero de manera muy esporádica.                                                                |
| Caroll Spinney | Big Bird, Oscar the Grouch, varios                                                       | Fue el tiritero de mayor tiempo en Sesame Street, interpretó a Big Bird y Oscar el Gruñon por casi 50 años. En 2018 anunció su retiro y el 8 de diciembre de 2019, murió a los 85 años luego de vivir con distonía durante algún tiempo.                                                  |
| Jerry Nelson   | Count von Count (conde contar), Herry, Sherlock Hemlock, Monstruo de dos cabezas, varios | Se incorporó en 1970, hacia la segunda temporada. Nelson actuó como titiritero principal en numerosas producciones de Muppet durante más de treinta años hasta su retiro en 2004, pero continuaba prestando las voces para sus personajes en el programa. Murió el 23 de agosto de 2012.  |
| Richard Hunt   | Jones el Olvidadizo, Don Music, Gladys La vaca, Monstruo de dos cabezas, varios          | Ingresó al equipo del programa en 1972, hacia la cuarta temporada. Al principio fue un titiritero de fondo, ayudando a otros artistas con personajes. Luego tendría sus personajes propios. Trabajó hasta la temporada 23 en 1991. Hunt murió el 7 de enero de 1992 a la edad de 40 años. |

Titiriteros actuales: Pam Arciero, Jennifer Barnhart, Tyler Bunch, Leslie Carrara-Rudolph, Frankie Cordero, Stephanie D'Abruzzo, Ryan Dillon, Stacey Gordon, Eric Jacobson, Peter Linz, Noel MacNeal, Carmen Osbahr, Martin P. Robinson, David Rudman, Matt Vogel, Bryant Young.

## Programas especiales
Durante sus más de 50 años en la televisión, Sesame Street, ha emitido programas y episodios especiales como son los de Navidad, aniversarios del programa, entre otros. Así como también sus personajes han aparecido en diversos especiales y películas de The Jim Henson Company.
- Julie on Sesame Street (1973) - con Julie Andrews
- Christmas Eve on Sesame Street (1978)

- A Special Sesame Street Christmas (1978) - aparición especial de Michael Jackson.
- A Walking Tour of Sesame Street (1979) - especial por el décimo aniversario del programa, presentado por James Earl Jones.
- Don't Eat the Pictures (1983) - especial donde el elenco visita el Museo Metropolitano de Arte en Nueva York.
- Big Bird in China (1983) - primer especial realizado fuera de Estados Unidos. Coproducido por Children's television Workshop y la cadena estatal china CCTV
- Sesame Street, Special (1988)
- Big Bird in Japan (1988)
- Sesame Street: 20 and Still Counting (1989) - Especial del vigésimo aniversario del show, presentado por Bill Cosby e Invitados especiales: Ray Charles y Plácido Domingo.
- Big Bird's Birthday or Let Me Eat Cake (1991)
- Sesame Street Stays Up Late (1993) - Especial de fin de año en el que aparecen varios personajes de algunas coproducciones internacionales de Sesame Street.
- Sesame Street All Star 25th Birthday:Stars and Street Forever (1994) - Especial por los 25 años
- Elmo Saves Christmas (1996)
- Elmopalooza (1998)
- CinderElmo (1999)
- The Street We Live On (2004) - Episodio especial por los 35 años
- Elmo's Christmas Countdown (2007)
- Once Upon a Sesame Street Christmas (2016)
- The Magical Wand Chase (2017)
- When You Wish Upon a Pickle (2018)
- Sesame Street's 50th Anniversary Celebration (2019) - Especial por los 50 años del show, presentado por Joseph Gordon-Levitt e invitados especiales: Sterling K. Brown, Elvis Costello, Whoopi Goldberg, Norah Jones, Solange Knowles, Patti LaBelle, Itzhak Perlman, Nile Rodgers, Meghan Trainor y Kermit the Frog.
- Elmo's Playdate (2020)
- Elmo's Playdate: Scavenger Hunt (2020)

### Apariciones especiales en otros proyectos muppet
- The Muppet Movie (1979)
- The Muppets Take Manhattan (1984)
- Henson's Place (1984)
- The Muppets: A Celebration of 30 Years (1986)
- A Muppet Family Christmas (1987)
- The Muppets Celebrate Jim Henson (1990)

### Películas de Sesame Street
- Sesame Street presents: Follow That Bird (1985)
- The Adventures of Elmo in Grouchand (1999)

## Versiones
A raíz de la retransmisión mundial del programa, empezaron a aparecer en el mundo versiones locales adaptadas a las necesidades y realidades de cada país o región, siendo las primeras versiones en surgir la brasileña y la mexicana. Algunas de estas versiones contaban con sus propios personajes.
Por ejemplo, en Nueva Zelanda, se produce un segmento local titulado Korero Māori (¡Vamos a hablar Māori!) 
En estas versiones internacionales de los programas han emitido partes que no son consideradas aceptables en todos los países. Como fue el caso en 2002, en el que se anunció que se introduciría un personaje seropositivo en Takalani Sesame, la versión sudafricana del programa. Esto fue considerado crucial para una zona donde el sida es una epidemia, pero la situación no fue presentada claramente por los medios de comunicación, y muchos tuvieron la impresión de que el personaje sería también introducido en las versiones de otros países, levantando una polémica en los EE. UU. con respecto a los fondos públicos para un tema tan controvertido.

### Versiones en el mundo

#### Versiones propias
| País                           | Nombre                         | Año   |
| ------------------------------ | ------------------------------ | ----- |
| México                         | Plaza Sésamo                   | 1972  |
| Brasil                         | Vila Sésamo                    | 1972  |
| Alemania                       | Sesamstraße                    | 1973  |
| Canadá                         | Sesame Park                    | 1973  |
| Países Bajos                   | Sesamstraat                    | 1976  |
| Francia                        | 1, rue Sesame                  | 1978  |
| Kuwait                         | Iftah Ya Simsim                | 1979  |
| España                         | Barrio Sésamo                  | 1979  |
| Suecia                         | Svenska Sesam                  | 1981  |
| Israel                         | Rechov Sumsum                  | 1983  |
| Filipinas                      | Batibot                        | 1984  |
| Turquía                        | Susam Sokağı                   | 1986  |
| Portugal                       | Rua Sésamo                     | 1989  |
| Noruega                        | Sesam Stasjon                  | 1991  |
| Rusia                          | Ulitsa Sezam                   | 1996  |
| Polonia                        | Ulica Sezamkowa                | 1996  |
| Israel, Territorios Palestinos | Rechov Sumsum y Shara'a Simsim | 1998  |
| China                          | Zhi Ma Jie                     | 1998: |
| Taiwán, China, Italia, Polonia | Sesame English                 | 1999  |
| Sudáfrica                      | Takalani Sesame                | 2000  |
| Egipto                         | Alam Simsim                    | 2000  |
| Jordania                       | Hikayat Simsim                 | 2003  |
| Afganistán                     | Koche Sesame                   | 2004  |
| Japón                          | Sesame Street Japan            | 2004  |
| Bangladés                      | Sisimpur                       | 2005  |
| Francia (nueva versión)        | 5, Rue Sésame                  | 2005: |
| Camboya                        | Sabai Sabai Sesame             | 2005  |
| Israel, Palestina              | Sippuray Sumsum                | 2006  |
| India                          | Galli Galli Sim Sim            | 2006  |
| Indonesia                      | Jalan Sesama                   | 2007  |
| Brasil (nueva versión)         | Vila Sésamo                    | 2007  |
| Irlanda                        | Sesame Tree                    |       |

### Versiones dobladas
- Seesamtie, Finlandia
- Улица Сезам, Bulgaria
- Boneka Sesame, Indonesia
- Sesam Opnist Pû, Islandia
- Sesamo Apriti, Italia
- Sezamé Otevri Se, República Checa
- Ulica Sezamkowa, Polonia
- Susam Sokağı, Turquía
- Taman Sesame, Malasia

### Versiones en español

#### México
En México el programa inició en 1972, adaptando la calle de la versión estadounidense a una vecindad que se acoplaba mejor al contexto mexicano, y que fue llamada Plaza Sésamo. Después de más de 30 años, el programa se sigue transmitiendo con gran éxito por el mismo canal, pues desde sus inicios se ha transmitido por Canal 5 de Televisa con el nombre de Plaza Sésamo para posteriormente ser retransmitido por toda Hispanoamérica en canales nacionales, regionales y de cable (Discovery Kids), con tal éxito que inclusive ha llegado a los Estados Unidos trasmitiéndose por estaciones de PBS (realizadora de la versión original) en las ciudades en que hay mayor cantidad de habitantes de habla hispana.
Fue tal el impacto de este programa que el 12 de octubre de 1995 se inauguró en la ciudad mexicana de Monterrey el parque temático Parque Plaza Sésamo.

#### España
En España el espacio comenzó a emitirse por TVE en 1976 dentro del programa Un globo, dos globos, tres globos. En aquellos años se emitía el programa original en versión doblada con el título de «Ábrete Sésamo». Este primer intento fracasó.
Después, se optó por adaptar el programa a la realidad española. La productora norteamericana CTW (Children's Television Workshop) era responsable del 50 % del programa y el resto se completaba en los estudios de Prado del Rey. De esta manera, y entre 1979 y 1980, Emma Cohen, en su papel de Gallina Caponata, y Jesús Alcaide, como el caracol Perezgil acompañaron las meriendas de los niños españoles.

## Comparativo de personajes
| Nombre en inglés | Nombre en Latinoamérica       | Nombre en España                  |
| ---------------- | ----------------------------- | --------------------------------- |
| Big Bird         | Big Bird*                     | Paco Pico                         |
| Bert             | Beto                          | Blas                              |
| Count von Count  | El Conde Contar               | El Conde Draco                    |
| Elmo             | Elmo*                         | Elmo                              |
| Ernie            | Enrique                       | Epi                               |
| Cookie Monster   | Monstruo Comegalletas / Lucas | Monstruo de las Galletas / Triqui |
| Grover           | Archibaldo                    | Coco                              |
| Kermit the Frog  | La Rana René                  | La Rana Gustavo                   |
| Twiddlebugs      |                               | Los Nabucodonosorcitos            |
| Guy Smiley       | Señor Sonrisa                 | Pepe Sonrisas                     |

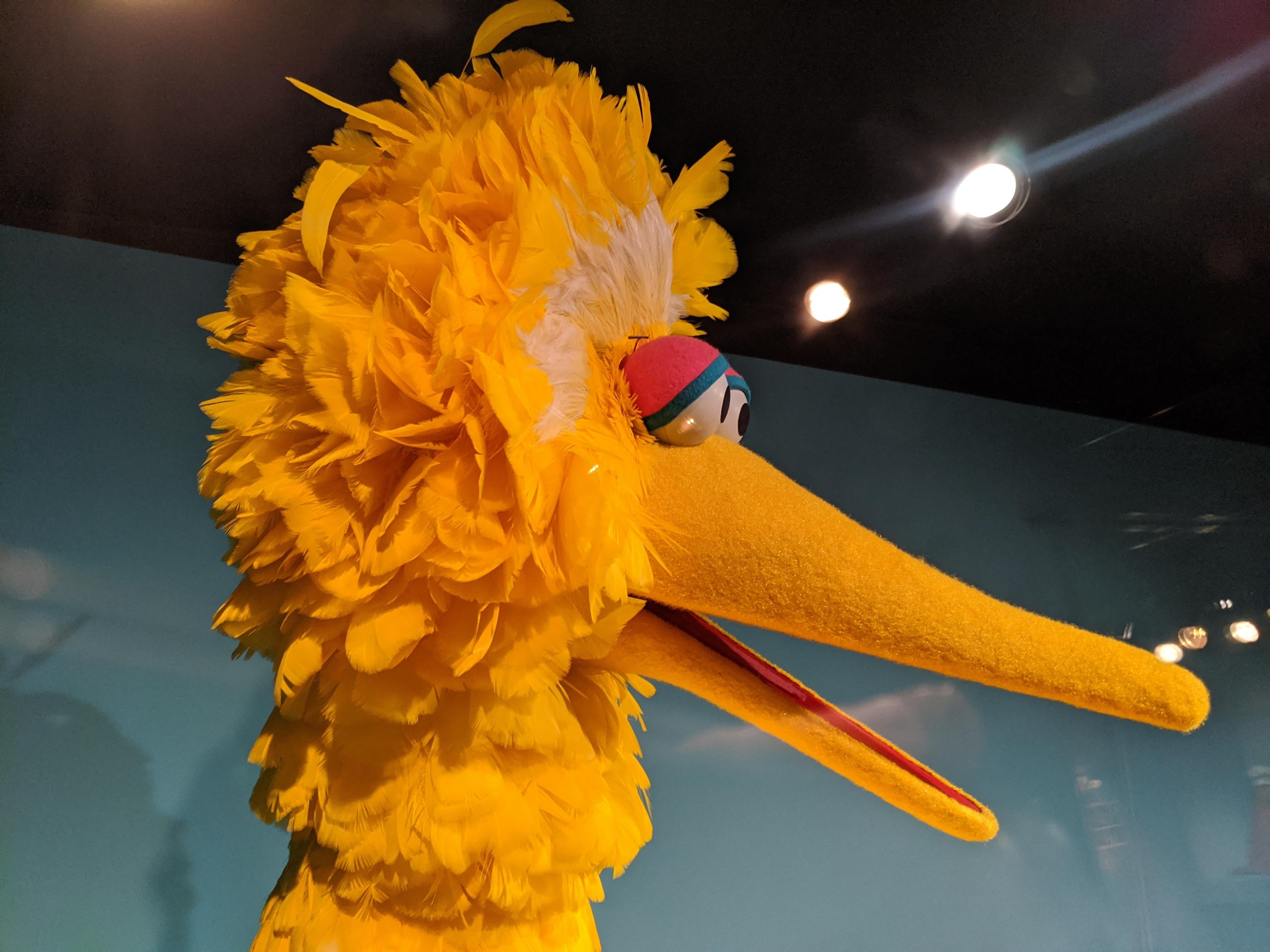
Cabeza de un títere de Big Bird usado en la serie de televisión Sesame Street, 1975. Exhibida en el Museo de la Imagen en Movimiento (MOMI) de Nueva York.

- En la versión mexicana, hay un personaje similar llamado Abelardo Montoya. En un capítulo con motivo del 5 de mayo, se revela que Big Bird y Abelardo son primos.
- En la versión mexicana, hay un personaje similar femenino llamado Lola.

## Controversias
En 1976 se transmitió el episodio 0847 de la séptima temporada del programa y tuvo como invitada a la actriz Margaret Hamilton, interpretando nuevamente su famoso personaje de la Bruja Malvada del Oeste que encarnó en la película El Mago de Oz en 1939. En este episodio el personaje de la malvada bruja causa estragos en el vecindario cuando pierde su escoba voladora. El episodio provocó una cantidad inusualmente grande de respuestas por correo de los padres, en su mayoría negativas en un corto período de tiempo. Las respuestas incluían a padres de familia preocupados porque sus hijos tenían miedo y ahora se negaban a ver el programa, usando frases como "gritos y lágrimas" y "la amenaza del poder de la bruja permanece en los ojos de los niños". Debido a las reacciones de los padres y el contenido de las cartas, el Departamento de Investigación de CTW sugirió que "el episodio de Margaret Hamilton no se volviera a emitir".
En 2018, el escritor Mark Saltzman, quien trabajó por 15 años en el show, confesó que cuando escribía los guiones de los personajes Ernie y Bert, los conceptualizaba como una pareja homosexual. Sin embargo, la organización Sesame Workshop, dijo que como marionetas Bert y Ernie no tienen una orientación sexual. Frente a esto, Frank Oz, titiritero durante más de 35 años del personaje de Bert en Sesame Street, afirmó: "Parece que a Mark Saltzman le preguntaron si Bert y Ernie son gays. Está bien si él cree que lo son. No lo son, por supuesto. Pero, ¿por qué esa pregunta? ¿Importa en realidad? ¿Por qué la necesidad de definir a la gente solo como gays? Hay mucho más en un ser humano que solo heterosexualidad u homosexualidad"